# Portlandia (Fernsehserie)
Portlandia ist eine US-amerikanische Satire-Fernsehserie, die von 2010 bis 2018 von Carrie Brownstein, Sängerin und Gitarristin von Sleater-Kinney, und Fred Armisen (Saturday Night Live) produziert wurde. Die beiden verkörpern in der Serie unterschiedliche Figuren. Mit der letzten Folge der achten Staffel endete die Serie am 22. März 2018.

## Konzept
In der Serie wird das Glokal-Kolorit der Portlander Hipster bzw. die Kreativ- und Alternativszene in kurzen Sketchen porträtiert und persifliert. Da solche Szenen in jeder Metropole der westlichen Hemisphäre existieren und aufgrund ihrer internationalen Ausrichtung große Ähnlichkeiten aufweisen, wird die Serie auch außerhalb von Portland rezipiert.
Sie basiert auf der Webserie ThunderAnt, die seit etwa 2006 von Carrie Brownstein und Fred Armisen gespielt und produziert wurde.

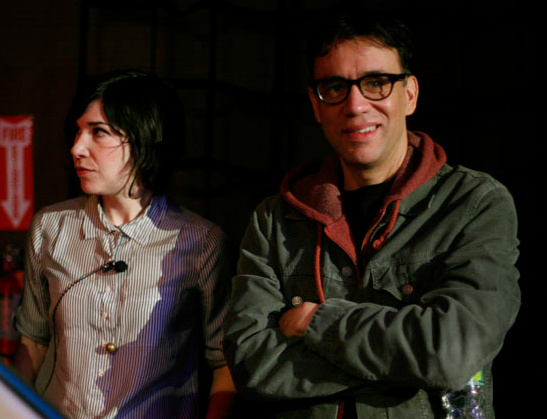
Carrie Brownstein und Fred Armisen, die Hauptdarsteller der Serie.

Die Hauptdarsteller bei Portlandia sind Carrie Brownstein und Fred Armisen. Sie verkörpern unterschiedlichste Portlander Figuren und Stereotypen, die durch Maskenbild und Schauspielarbeit deutlich gemacht werden. Zusätzlich zu den beiden kommen eine ganze Reihe international bekannter Portlander Schauspieler, Filmemacher, Sportler und Multitalente zum Einsatz wie der Portlander Bürgermeister Sam Adams (Assistent des Bürgermeisters), die Schauspieler Jason Sudeikis, Steve Buscemi, Kyle MacLachlan (Bürgermeister), Aubrey Plaza, Selma Blair, Kumail Nanjiani, Edie McClurg, Heather Graham, Nick Kroll, Gus Van Sant (Musiker und Filmemacher), Olivia Wilde, Chloë Sevigny, Michael Nesmith, Tim Robbins, Martina Navratilova, Jeff Goldblum und andere.
Durch die Verortung von Carrie Brownstein in der Portlander Indie-Szene sind eine ganze Reihe Musiker als Gaststars – teilweise auch mit musikalischen Beiträgen – an Portlandia beteiligt: Josh Homme von Queens of the Stone Age, Eddie Vedder von Pearl Jam, J Mascis von Dinosaur Jr., Jenny Conlee und Colin Meloy von The Decemberists, James Mercer, Frontmann von The Shins, Corin Tucker (Sängerin und Gitarristin von Sleater Kinney), Joanna Bolme (Stephen Malkmus & the Jicks), Zac Pennington (Parenthetical Girls), die Singer/Songwriter Aimee Mann und Sarah McLachlan, Jack White von den White Stripes, Isaac Brock von Modest Mouse und andere.

## Produktion
Die Produktion der ersten Staffel begann im August 2010 und endete im September desselben Jahres. Das Budget für die erste Staffel lag unter einer Million US-Dollar.

### Episodenaufbau
Als Intro ist meist ein Sketch zu sehen, der ein bestimmtes Fernsehformat zitiert und im Sinn des Themas von Portlandia ironisiert. In der 1. Episode der ersten Season ist ein Musikvideo mit dem Titel „Dream of the 90's“ von Jason from LA (Fred Armisen) zu sehen. Die 2. Episode beginnt mit einer Parodie auf Innenarchitektursendungen – 2 Künstler sprayen, malen, sticken, kratzen Singvögel auf die Waren einer Boutique, um ihnen zu einer frischeren und künstlerischen Anmutung zu verhelfen. Das Intro von Episode 4 ironisiert einen MTV-Trailer für ein Festival. Episode 6 startet mit einem Imagefilm zum Thema „Arbeitslosigkeit“.
Darauf folgt der Portlandia-Trailer, musikalisch unterlegt mit Feel It All Around von Washed Out. Dann beginnt die Titelgeschichte, die sich in Teilen narrativ durch die ganze Episode zieht und eine Handlung verfolgt. Dazwischen sind weitere Sketche zu sehen, die keinen direkten Bezug zur Titelgeschichte haben, die sich aber über die Episoden hinaus in loser Folge fortsetzen. Die Serie als Ganzes verfolgt keine chronologisch fortschreitende Handlung, sondern reiht eher Zustandsbeschreibungen der Indieszene aneinander, die Sketche und Titelgeschichten sind in sich abgeschlossen. Der Zusammenhang wird über die markanten Figuren hergestellt. Vor dem vorletzten Sketch kommt nochmal ein kurzer Portlandia-Trailer. Der letzte Sketch gehört zum Titelthema. Es folgt der Abspann mit den Credits.